# 伏竜寺 (郡山市)
伏竜寺（ふくりゅうじ）は、福島県郡山市湖南町福良に所在する真言宗豊山派の寺院。正式には無窮山 千手院 伏竜寺だが、単に千手院と紹介されることも多い。

## 概要
福島県指定重要文化財の木造千手観音立像や郡山市指定天然記念物の夫婦モミ、ため池の前に立つ一本桜などで知られる。また、弘法大師にまつわる伝説が残されている他、会津戦争（戊辰戦争）では野戦病院として使用され、青龍隊隊士の墓が残っている。

## 歴史
慧日寺を開いた徳一大師により、同寺の姉妹寺として開かれたと伝えられる。
弘法大師により刻まれたと伝えられる木造千手観音立像は、作風などから鎌倉時代のものと考えられている。また、付近の池も水不足に苦しむ民のために弘法大師が掘ったと伝えられる。
1589年（天正17年）の伊達政宗の会津攻めでは、観音堂を残し、他の建物は焼き払われた。
1868年（慶応4年/明治元年）の会津戦争（戊辰戦争）では野戦病院となる。

## 文化財
福島県指定重要有形文化財

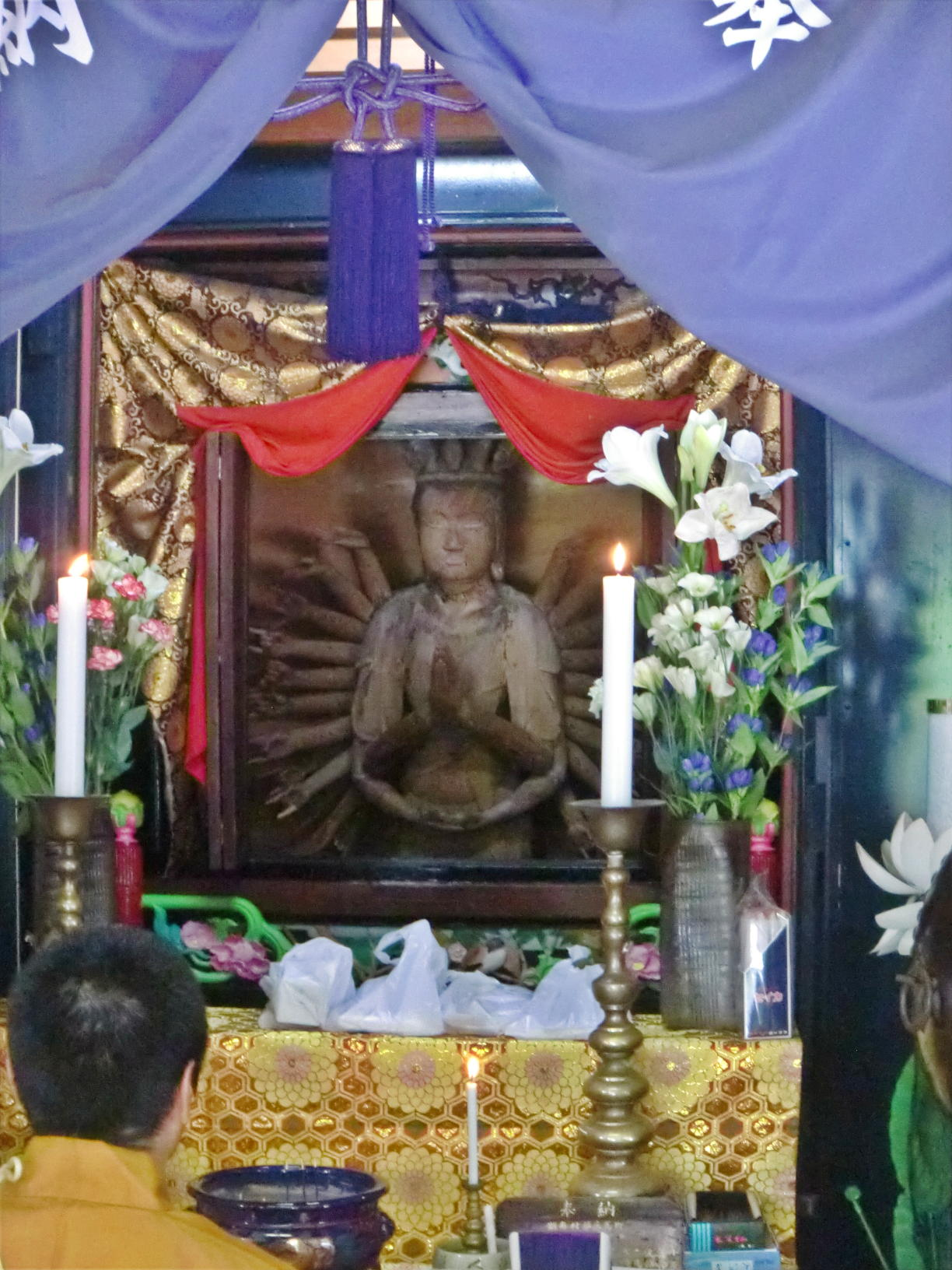
木造千手観音像

- 木造千手観音立像 - 高さ1.73m。1246年（寛元4年）に当時付近で暴れまわっていた大蛇を退治した弘法大師がその霊を慰めるために刻んだと伝えられるが[3]、実際には作風などから鎌倉時代のものと考えられている[1]。公開は毎月17日などで、団体は要問い合わせ。

## 行事
例大祭
- 毎年7月17日。木造千手観音立像の公開など。

## 交通アクセス
- 東北自動車道郡山南ICより県道6号郡山湖南線、国道294号経由で約35分